# ウィルソン主義
ウィルソン主義（ウィルソンしゅぎ）またはウィルソニズム（英語: Wilsonianism）とは、外交政策に関する定見の一種である。アメリカ合衆国大統領（1913-1921）であったウッドロウ・ウィルソンの考えや提案に由来する。彼は、第一次世界大戦を終結させ、世界平和を促進するための基礎として、1918年1月に有名な「十四か条の平和原則」を発表した。また、国際社会が戦争を回避し、敵対的な侵略を終わらせることを可能にするために、国際連盟を提唱した。ウィルソン主義は、リベラルな国際主義の一形態である。

## 原則
ウィルソン主義の共通の原則には、次のようなものがある：
- 民族自決の重視[2][3]
- 民主主義普及の提唱[4]
- 資本主義普及の提唱[5]
- 集団安全保障の支持、アメリカ孤立主義（英語版）への（少なくとも部分的な）反対[6]

歴史家ジョアン・ホフは「『普通の』ウィルソン主義が何であるかは、今日でも論争の的になっている。ある人にとってはそれは民族自決への固執に基づく『刺激的なリベラルな国際主義』であり、またある人にとってはウィルソン主義は『世界に対する人道的介入の模範』で米国の外交政策を慎重に定義された制限的な武力行使の模範としている」と述べている。アモス・パールマターは、ウィルソン主義を、集団安全保障・開放外交・資本主義・アメリカ例外主義・門戸開放政策への支持と反革命を指向し、「自由主義的介入主義・民族自決・不介入・人道的介入」から同時に構成されていると定義した。